# جايسون بروكس (رسام)
جايسون بروكس (بالإنجليزية: Jason Brooks)‏ هو رسام توضيحي ورسام بريطاني، ولد في 23 فبراير 1969.

## وصلات خارجية
- جايسون بروكس على موقع ميوزك برينز (الإنجليزية)
- جايسون بروكس على موقع ديسكوغز (الإنجليزية)